# Tetranchyroderma verum
Tetranchyroderma verum är en djurart som tillhör fylumet bukhårsdjur, och som beskrevs av Wilke 1954. Tetranchyroderma verum ingår i släktet Tetranchyroderma och familjen Thaumastodermatidae. Inga underarter finns listade i Catalogue of Life.